# Rhinecanthus assasi

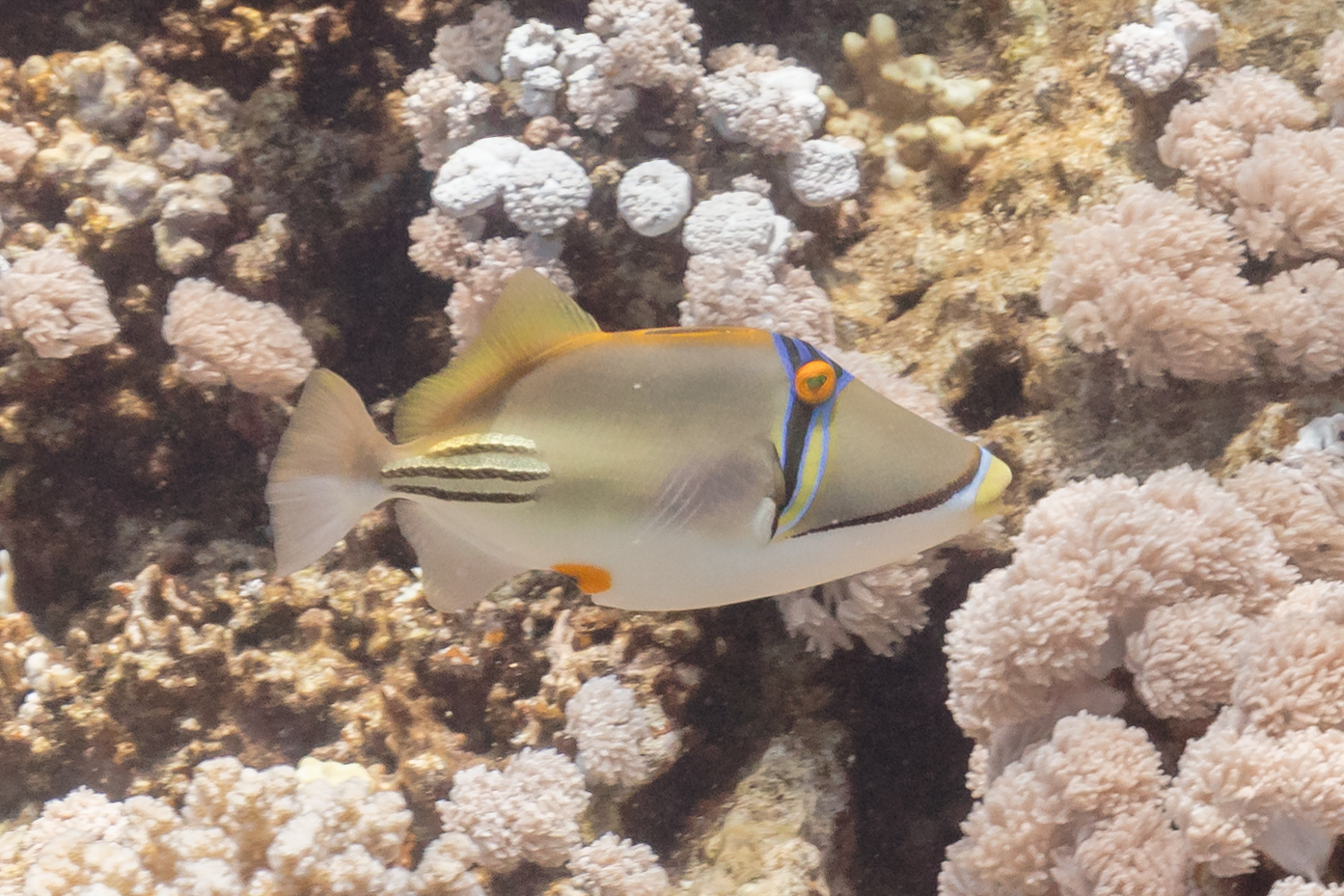
Ejemplar en el mar Rojo.

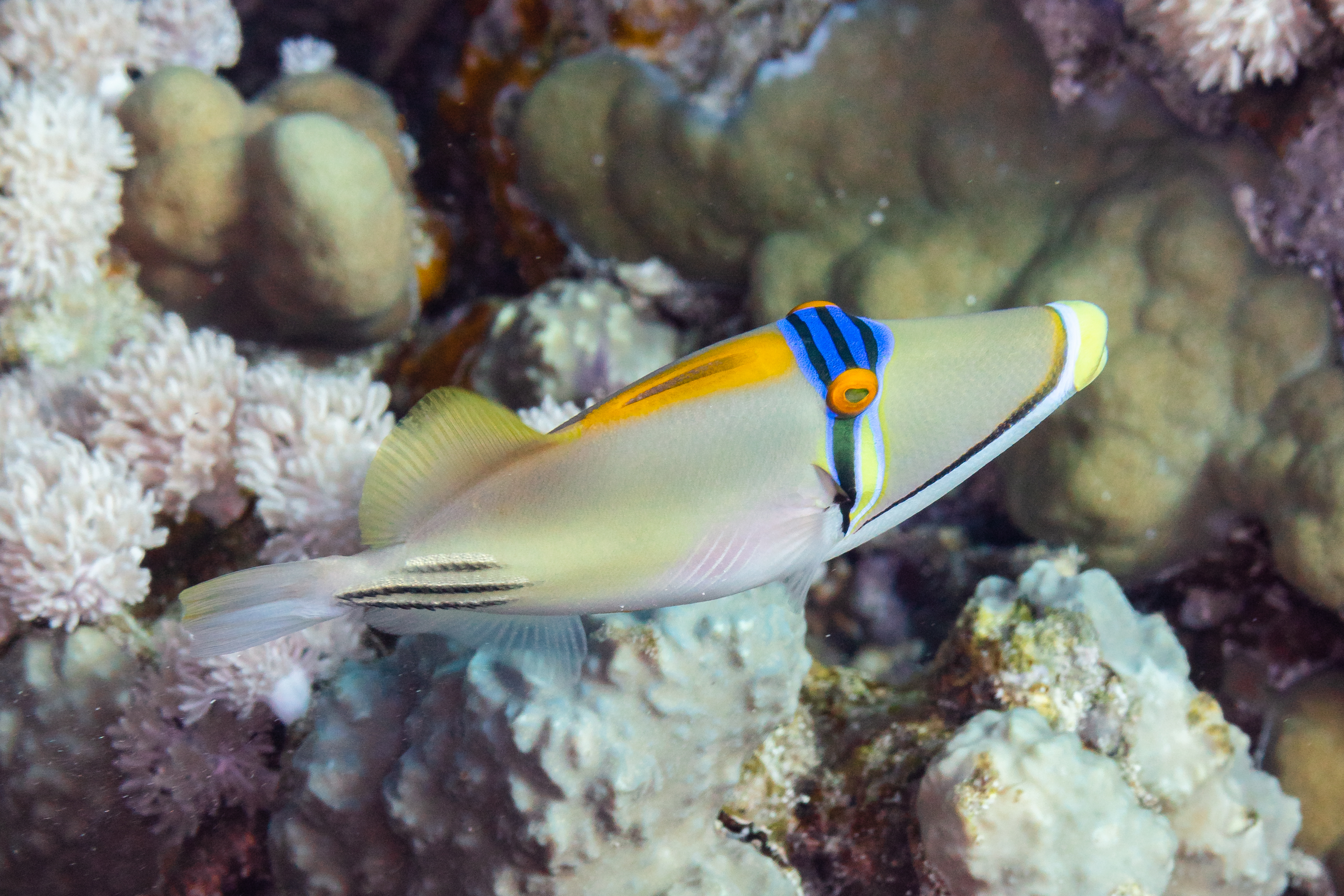
Vista superior.

Rhinecanthus assasi es una especie de peces de la familia Balistidae en el orden de los Tetraodontiformes.

## Morfología
Pueden llegar alcanzar los 30 cm de longitud total.

## Distribución geográfica
Se encuentra en las  costas del oeste del Océano Índico (desde el Mar Rojo hasta el Golfo de Omán y el Golfo Pérsico).